# University of Hawai'i

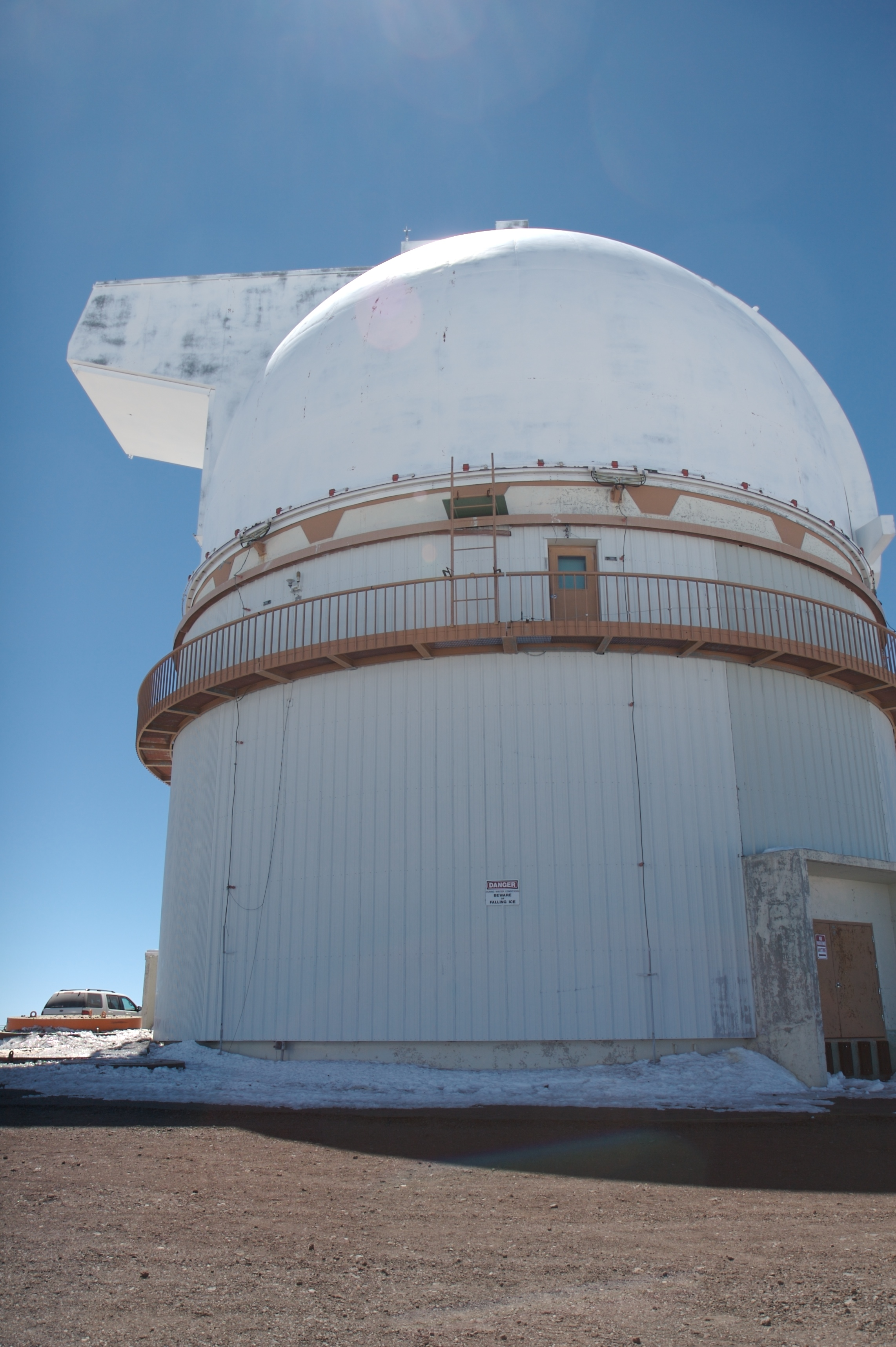
2,2 m teleskop vid University of Hawai'i.

University of Hawai'i, officiellt University of Hawaiʻi System, är ett amerikanskt delstatligt universitet beläget i Honolulu, Hawaii. Dess äldsta campus The University of Hawaiʻi at Mānoa grundades 1907. Idag har universitetet tio campus, varav tre universitet och sju colleges och driver bland annat två teleskop på Mauna Kea-observatoriet.
De studerande kommer huvudsakligen från Hawaii och det amerikanska fastlandet. Undervisningen sker på engelska, men sedan 1996 har man också kunnat ta en masterexamen på hawaiiska.